# Actinidia chinensis
Actinidia chinensis ist eine verholzende Lianen-Art. Deutsche Namen sind Chinesischer Strahlengriffel oder, nach den essbaren Früchten, Kiwi. Mit diesen beiden Namen werden allerdings auch weitere Vertreter der Gattung der Strahlengriffel bezeichnet.

## Beschreibung

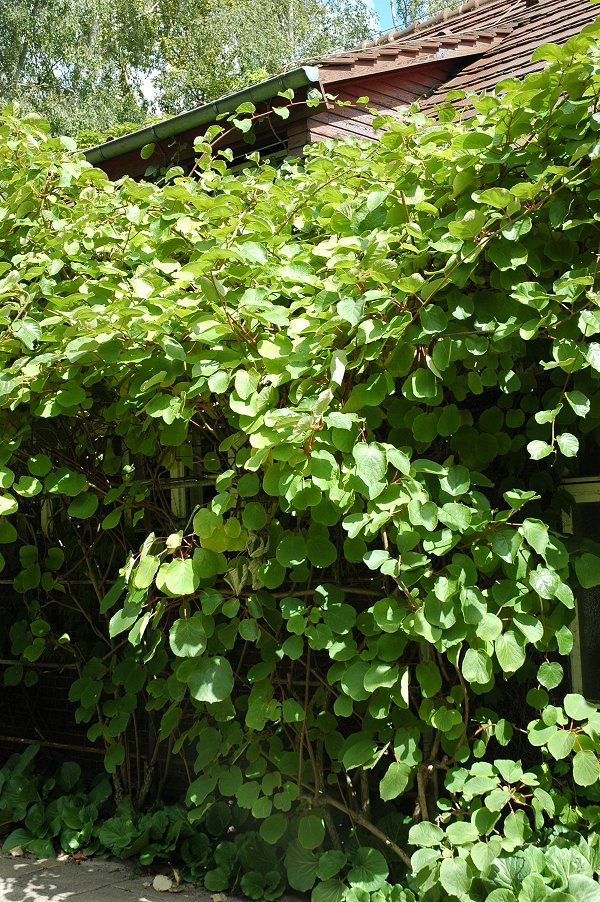
Actinidia chinensis ‘Ashoka’ im Botanischen Garten in Berlin

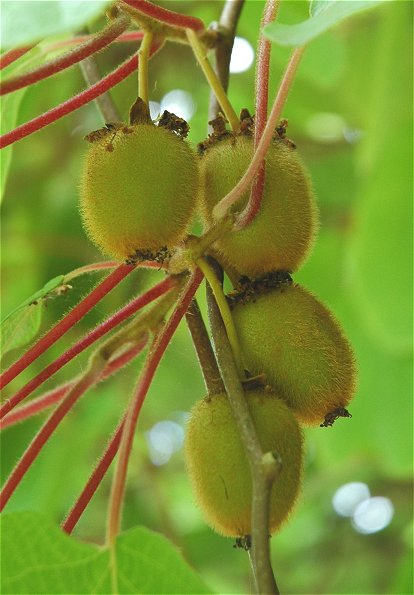
Früchte der Sorte ‘Ashoka’

Actinidia chinensis wächst als große, linkswindende Liane. Junge Zweige sind rötlich gefärbt mit hellen Lentizellen. Sie sind mit weißen Haaren besetzt oder rau borstig, ältere Zweige sind meist glatt.
Die gestielten Blätter stehen wechselständig an den Zweigen. Die Blattstiele messen drei bis sechs, gelegentlich bis zehn Zentimeter und sind wie die jungen Zweige behaart. Die Blattspreite ist breit oval, breit umgekehrt eiförmig bis rundlich und oberhalb der Mitte am breitesten. Die Blattspitze ist stumpf oder endet in einer kurz ausgezogenen Spitze. Der Blattgrund ist abgerundet bis leicht herzförmig. Die Unterseite der Blätter ist hellgrün und behaart, die Oberseite dunkler und glatt oder nur auf den Blattadern behaart. In den Spitzen des fein gezähnten Blattrands enden Blattadern.
Die gelblichen oder orangefarbenen Blüten stehen einzeln oder in Blütenständen von bis zu drei Blüten zusammen. Die fünf behaarten Kelchblätter sind breit oval. Die fünf Kronblätter messen einen bis zwei Zentimeter, sind ebenfalls oval und laufen an der Basis in einem schmalen Fuß aus. Es existieren keine zwittrigen, sondern männliche und weibliche Blüten bezw. Pflanzen. Die Actinidia-Arten sind also zweihäusig. Die Staubbeutel stehen an fünf bis zehn Millimeter langen Staubfäden. Die zahlreichen Griffeläste spreizen auseinander (daher der Name „Strahlengriffel“). Die Organe des anderen Geschlechts sind jeweils steril vorhanden. Der oberständige Fruchtknoten ist gelb behaart.
Die rundlichen Beeren werden vier bis fünf Zentimeter groß. Die anfängliche Behaarung verliert sich rasch, bei der Reife sind sie glatt. Die zurückgeschlagenen Kelchblätter sowie die Griffel bleiben an der Frucht haften.
Diese Art ist meist diploid, es gibt jedoch auch einige tetraploide Populationen.
Die Genom-Sequenz liegt seit 2013 vor. Das Genom enthält über 39.000 Gene. Die Wissenschaftler hatten dafür die Kiwi-Sorte „Hongyang“ untersucht, die in China häufig angebaut wird.

## Verbreitung
Actinidia chinensis wächst weit verbreitet im Südosten Chinas. Nach Norden wird das Areal ungefähr vom Gelben Fluss begrenzt. Höhenlagen von 200 bis 600 Meter werden besiedelt. Die Standorte sind Wälder, lichte Sekundärwälder und Buschland.

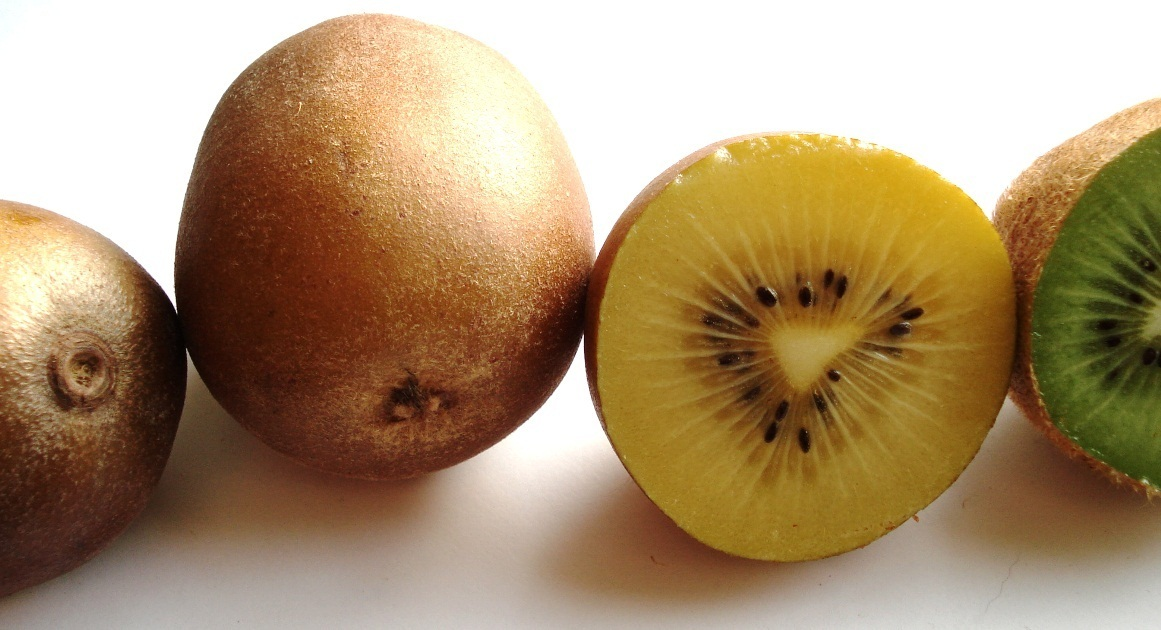
Actinidia chinensis, Sorte ‘Hort16A’: gelbfleischige Früchte mit glatter Oberfläche (zum Vergleich rechts eine grünfleischige, behaarte Frucht der Art Actinidia deliciosa)

## Verwendung
Aufgrund der essbaren Früchte (die sogenannten Kiwis) wird Actinidia chinensis verbreitet angebaut. Durch die in Neuseeland ausgelesene Sorte ‘Hort16A’ (Markenname: Zespri Gold) mit gelbem Fruchtfleisch erlangte diese Kiwi weitere Verbreitung und wird neben der schon länger vermarkteten Actinidia deliciosa angeboten.
Sie enthält kaum Actinidain, ein Eiweiß spaltendes Enzym und verträgt sich deshalb gut mit Milchprodukten, anders als die grünfleischige Kiwi, die zum Beispiel Joghurt, Quark und Desserts mit rohen Früchten bitter macht.

## Systematik
Innerhalb der Gattung Actinidia wird die Art Actinidia chinensis in die Sektion Maculatae eingeordnet. Nahe Verwandte sind die Arten Actinidia eriantha, Actinidia callosa, Actinidia guilinensis und Actinidia grandiflora. Ein besonderes Verwandtschaftsverhältnis besteht zu Actinidia deliciosa. Diese hexaploide Art ist wohl durch eine Vermehrung der Chromosomenzahl aus Actinidia chinensis hervorgegangen. Bei Kreuzungen dieser beiden Arten ist die Keimrate zwar vermindert, trotzdem gibt es auch in der Natur einen Gen-Austausch zwischen ihnen.